# Síndrome pontina

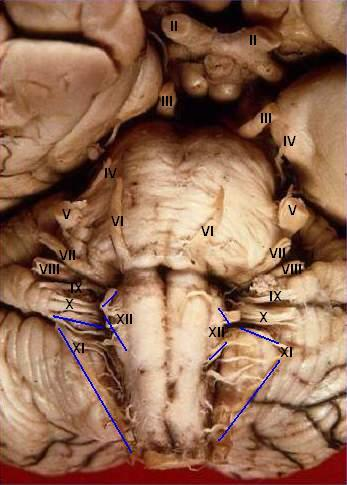
Os pares cranianos 5, 6, 7 e parte do 8 possuem seus núcleos na ponte (centro da imagem).

Síndrome pontina ou síndrome protuberancial é um conjunto de signos e sintomas resultantes de uma lesão na ponte de varolio, a protuberância do tronco encefálico conectada com mesencéfalo, cerebelo e bulbo raquidiano. São geralmente caracterizadas por compromisso dos nervos cranianos 5, 6, 7 ou 8 e das vias motoras.
Quando a lesão é de apenas um lado da ponte os sintomas da cabeça aparecem no mesmo lado afetado (ipsilateral) e os sintomas motores do corpo aparecem no lado oposto (contralateral). Por isso é considerada uma "síndrome alterna".

## Tipos
Dependendo da área afetada possui muitos outros nomes:
- Síndrome pontina ventral:
  - Síndrome de Millard-Gubler
  - Síndrome de Raymond
  - Síndrome de cativeiro ou de enclausaramento (lock-in)
- Síndrome pontina dorsal:
  - Síndrome de Foville
  - Síndrome de Raymond-Cestan
- Síndrome pontina lateral:
  - Síndrome de Marie-Fox
- Síndrome pontina medial:
  - Síndrome de Gasperini

## Causas
Pode ser causado por um traumatismo craniano, AVC, hipertensão intracraniana, doenças autoimunes como esclerose múltipla, neurotoxinas, tumor cerebral ou ainda por processos infecciosos ou inflamatórios como meningite e encefalite.

## Sinais e sintomas
A clínica depende das estruturas afetadas:
- Via piramidal: hemiplegia contralateral, ou seja, paralisia na metade oposta do corpo à parte da ponte lesionada.
- Via extrapiramidal: corea, atetose e tremor na metade oposta do corpo.
- Núcleo do nervo facial: Paralisia facial do mesmo lado lesionado.
- Núcleo do nervo abducente: Oftalmoparesia do músculo ocular motor externo.
- Núcleo do nervo trigêmio: Perda da sensibilidade a temperatura e a dor na parte superior ou/e inferior o rosto do mesmo lado lesionado. Dificuldade para mastigar.
- Nervo vestibular: Nistagmo, náuseas, vômitos e vertigem.
- Núcleos dos nervos salivatórios superior e inferior: Boca seca (xerostomia).

## Tratamento
O tratamento depende da causa e gravidade, mas lesões neurológicas prolongadas frequentemente são irreversíveis.